# 大島吉綱
大島 吉綱（おおしま よしつな、天正16年（1588年） - 明暦3年11月6日（1657年12月10日））は、安土桃山時代から江戸時代前期にかけての武将、槍術家。素槍を用いる大島流槍術（大島古流）の祖。横江清元の子。通称は新八、雲平、伴六。外祖父大島光義の養子となる。子に大島常久。

## 生涯
美濃国（岐阜県）出身。大島光義に認められ養子となり、光義の二男である大島光政（加治田衆）と共に行動する。
佐藤忠能・斎藤利治・斎藤利堯の家臣で槍術の達人である湯浅新六に弟子入りする。通称である「新八」「伴六」は湯浅新六の弟子としての名。「雲平」は大島光義の一族としての名。その後諸国を廻って槍術を学ぶ。
加藤清正に招聘され、文禄・慶長の役に従軍し、また前田利長に従い大坂冬の陣で活躍した。大番の役職を与えられるも、戦後3度浪人して修行の旅に出た。
のちに柳生宗矩の推挙を受け、紀州藩主・徳川頼宣に槍術指南役として仕えた（加藤清正の娘で頼宣の正室となった本浄院との繋がりもある）。
大島流の開祖となり、隠居後、安心と号した。明暦3年（1657年）70歳で死去。